# Robert Franz Schmidt
Robert Franz Schmidt (* 16. September 1932 in Ludwigshafen am Rhein; † 13. September 2017) war ein deutscher Physiologe und Hochschullehrer. In Kiel und Würzburg war er Vorstand der Physiologischen Universitätsinstitute.

## Leben
Nach dem Abitur am neusprachlichen Karolinen-Gymnasium (Frankenthal) studierte Schmidt ab 1953 an der Ruprecht-Karls-Universität Heidelberg Medizin. 1956–1959 war er Doktorand am Physiologischen Institut der Universität Heidelberg. Am 22. April 1959 wurde er in Heidelberg zum Dr. med. promoviert. Medizinalassistent war er vom 1. Mai 1959 bis zum 31. Oktober 1960 am Universitätsklinikum Heidelberg und im Heidelberger Krankenhaus Bethanien. 1960–1962 war er bei John Carew Eccles an der Australian National University in Canberra. Dort graduierte er am 21. März 1963 zum Ph.D. Am 8. August 1963 erteilte ihm das Innenministerium Baden-Württemberg die Approbation mit Wirkung vom 14. Mai 1961. Anschließend war er bis 1966 Wissenschaftlicher Assistent am Institut für Allgemeine Physiologie der Universität Heidelberg. Am 4. Juni 1964 habilitierte er sich in Heidelberg für Physiologie. 1966 erhielt er eine Ernennung zum Wissenschaftlichen Rat am II. Physiologischen Institut der Universität Heidelberg und zum Beamten auf Lebenszeit. Am 28. Januar 1970 folgte eine Ernennung zum apl. Professor. Nachdem er 1970/71 an der University at Buffalo, The State University of New York Gastprofessor gewesen war, folgte er 1971 dem Ruf der Christian-Albrechts-Universität zu Kiel auf ihren Lehrstuhl für Physiologie. Als Direktor des Physiologischen Instituts erhielt er im selben Jahr Besuch von John Carew Eccles. 1979 war er Vorsitzender der Deutschen Physiologischen Gesellschaft. 1982 wechselte er auf den Lehrstuhl der Julius-Maximilians-Universität Würzburg. Dort wurde er am 1. Oktober 2000 emeritiert. Die Medizinische Fakultät der Eberhard Karls Universität Tübingen ernannte ihn 2001 zum Honorarprofessor.
Er verstarb am 13. September 2017.

## Wirken
Von 1956 bis 1960 befasste sich Schmidt mit der Elektrophysiologie und Pharmakologie des Herzens, von 1960 bis 1970 mit Mechanismen und Funktionen präsynaptischer Hemmung im Rückenmark und seit 1965 mit somatosympathischen Interaktionen. Weitere Themen waren von 1970 bis 1973 Physiologie des Kleinhirns, von 1972 bis 1981 rezeptive Eigenschaften und zentrale Verschaltung feiner Muskelafferenzen und 2012 Neurophysiologie der Nozizeption und des Schmerzes, insbesondere des Gelenkschmerzes. Er erforschte die Eigenschaften von Schmerzrezeptoren und die Verarbeitung der von ihnen ausgehenden Signale im Rückenmark. So entdeckte er mit Hans-Georg Schaible „schlafende Schmerzrezeptoren“, die ihre Tätigkeit erst aufnehmen, wenn Gewebe entzündet ist. Er klärte auch den Zeitverlauf und die Gründe für die Zunahme der Empfindlichkeit von Schmerzrezeptoren in entzündetem Gewebe, etwa beim Sonnenbrand. Schmidt ist Herausgeber und Autor von Lehrbüchern. Seine Physiologie des Menschen gilt als Standardwerk der Physiologie. Seit 2007 war Robert F. Schmidt federführend in der Entwicklung eines laienverständlichen Informations- und Kommunikationssystems für Patienten engagiert.

## Werke
- mit Niels Birbaumer: Biologische Psychologie, 6. Auflage. Springer, Berlin Heidelberg 2006. ISBN  978-3-540-25460-7.
- Ralf Brandes, Florian Lang und Robert Franz Schmidt (Hrsg.): Physiologie des Menschen, 32. Auflage. Springer, Berlin Heidelberg 2019. ISBN 978-3-662-56467-7.

## Ehrungen
- Akademie-Stipendium der Volkswagenstiftung (1985/86)
- Warner-Lambert Lectureship for a Distinguished Foreign Scientist der Society for Neuroscience (1985)[5]
- Ordentliches Mitglied der Akademie der Wissenschaften und der Literatur (1987)[6]
- Max-Planck-Forschungspreis, mit Akio Sato, Tokio (1991)
- Deutscher Schmerzpreis – Deutscher Förderpreis für Schmerzforschung und Schmerztherapie (1994)
- Wahl zum Ehrenmitglied der Columbian Society for the Study of Pain, Bogota (1994)
- Doctor of Science honoris causa, University of New South Wales, Sydney (1996)[5]
- Ehrenmitglied der Academia Nacional de Medicina, Mexiko (1996)
- Ehrenmitglied der japanischen Physiologischen Gesellschaft (1996)[7]
- Investigador Asociado, Instituto de Neurosciencias, Universidad Miguel Hernándes, San Juan de Alicante, Spanien (1997–2008)
- Alexander von Humboldt-J.C. Mutis Preis, verliehen durch das spanische Kultusministerium (1999)[8]
- Ehrenmitglied der Deutschen Gesellschaft zum Studium des Schmerzes Section der International Association for the Study of Pain (IASP), Hamburg (2000)
- Verdienstorden der Bundesrepublik Deutschland, Bundesverdienstkreuz 1. Klasse (2000)
- Ehrenmitglied der Deutschen Physiologischen Gesellschaft (3. März 2002)
- Ehrenmitglied der Deutschen Gesellschaft für Schmerztherapie e. V., Oberursel (2003)
- Ehrenmitglied der International Association for the Study of Pain (2008)[9]